# Guinandra Jatikusumo
 (août 2025).
Guinandra Luthfan Jatikusumo ou plus familièrement appelée Andra ( né le 19 Juillet 1992) est un investisseur.

## Biographie
Il est diplômé et major de promotion du lycée Taruna Nusantara, Magelang. Après avoir obtenu son diplôme d'études secondaires, Guinandra Jatikusumo a poursuivi ses études de premier cycle à l'Université de New York. Guinandra a également été diplômé et major de promotion de l'Université de New York avec une moyenne et a ensuite poursuivi ses études de maîtrise en finance et commerce à l'INSEAD, en France. En 2024. il rejoint le Sloan Fellow MBA de la prestigieuse Stanford Graduate School of Business. Il a commencé sa carrière en tant que banquier d'investissement chez Citigroup Singapour et New York. Il a également mené une carrière d'investisseur en capital-investissement au sein du fonds souverain de Singapour, le Government of Singapore Investment Corporation ou GIC. Il a dirigé des investissements dans le secteur technologique en tant que directeur chez Sea Capital et Composite Capital, qui font partie du conglomérat technologique Sea Limited basé à Hong Kong et Singapour.
Dans le domaine des arts, Guinandra est connu comme le fondateur de SafeSpace Indonesia, un mouvement de musicalisation de poésie et de théâtre basé à Jakarta,. Il a reçu le prix Satyalancana Wira Karya du gouvernement indonésien.